# Turbo Sound
Turbo Sound je zvukový interface k počítačům Sinclair ZX Spectrum a kompatibilním. Standardně je interfacem Turbo Sound vybaven počítač ATM Turbo 2++. Interface používá dva hudební čipy AY-3-8912 v zapojení jako u počítačů Sinclair ZX Spectrum 128K+. Existuje i varianta Turbo Sound FM, která navíc obsahuje FM-syntetizér s podobnými vlastnostmi, jako má FM-syntetizér použitý v herní konzoli Sega Mega Drive. Jako Turbo Sound je také označováno připojení dvou obvodů AY-3-8912 k Sinclair ZX81. V tomto případě jsou oba obvody AY připojené na různé porty, což odpovídá interfacu Kvadro pro ZX Spectrum. Pro osmibitové počítače Atari existuje stereo zapojení, které obdobným způsobem používá dvou hudebních čipů Pokey.

## Popis zařízení
Interface Turbo Sound existuje ve dvou variantách. Starší varianta je navržena skupinou Power of Sound, novější varianta je navržena NedoPC. Obě varianty mají připojeny oba čipy AY-3-8912 paralelně na stejné porty. Díky tomu, že jsou připojeny oba čipy připojeny na totožné porty, nemohou být oba aktivní současně, procesor může přistupovat pouze k jednomu z nich. Je proto nutné vybrat, se kterým čipem bude procesor komunikovat. Odlišnost mezi oběma variantami je právě ve způsobu výběru právě aktivního čipu z obou.
U varianty podle Power of Sound je k výběru aktivního čipu použit port 31, kdy je příkazem out 31,0 je připojen první čip AY, příkazem out 31,1 je připojen druhý čip AY. U varianty podle NedoPC je přepínání použit port 65533, který standardně slouží výběru datového registru čipu AY. Přepínání aktivity se pak provádí výběrem neexistujícího registru, příkaz out 65533,255 nastaví jako aktivní první čip AY, příkaz out 65533,254 nastaví jako aktivní druhý čip AY.
Power of Sound vydali pro skládání 6kanálové hudby editor Turbo Sound Editor, tento program ale vyžaduje 256 KiB RAM, ovšem podporuje Turbo Sound nejen ve variantě podle Power of Sound, ale i podle NedoPC. Podpora pro Turbo Sound byla přidána i do posledních verzí editoru Pro Tracker.

### Používané porty
| desítkově | šestnáctkově | význam                                                                                           |
| 31        | 0x001F       | výběr aktivního čipu AY (pouze varianta od Power of Sound)                                       |
| 49149     | 0xBFFD       | data hudebního čipu AY                                                                           |
| 65533     | 0xFFFD       | výběr datového registru hudebního čipu AY (u varianty podle NedoPC také výběr aktivního čipu AY) |

### Turbo Sound Easy a ZXM-Soundcard
Velesoft navrhl Turbo Sound Easy kompatibilní s variantou Turbo Sound od NedoPC, která kromě dvou čipů AY-3-8912 používá ještě čip Philips SAA 1099 zapojený stejně jako v počítači SAM Coupé. Stejné zapojení dvou čipů AY a jednoho čipu SAA 1099 využívá interface ZXM-Soundcard. Obě zařízení využívají následující porty:
| desítkově | šestnáctkově | význam                                                             |
| 49149     | 0xBFFD       | data hudebního čipu AY                                             |
| 65533     | 0xFFFD       | výběr datového registru hudebního čipu AY, výběr aktivního čipu AY |
| 255       | 0x00FF       | data hudebního čipu Philips SAA 1099                               |
| 511       | 0x01FF       | výběr datového registru hudebního čipu Philips SAA 1099            |

### Kvadro
Podobným zařízením jako Turbo Sound je interface Kvadro, který rovněž obsahuje dva čipy AY-3-8912, ale jsou připojeny na nezávislých portech:
| desítkově | šestnáctkově | význam                                                 |
| 49149     | 0xBFFD       | data primárního hudebního čipu AY                      |
| 65533     | 0xFFFD       | výběr datového registru primárního hudebního čipu AY   |
| 45053     | 0xAFFD       | data sekundárního hudebního čipu AY                    |
| 61437     | 0xEFFD       | výběr datového registru sekundárního hudebního čipu AY |

## Turbo Sound pro ZX81
Turbo Sound pro počítač ZX81 používá dva obvody AY připojené na různých portech procesoru Z80, svým zapojením tak odpovídá interfacu Kvadro pro ZX Spectrum. Zapojení primárního obvodu AY odpovídá zapojení v interface Zon X-81. Turbo Sound tak používá následující porty:
| desítkově | šestnáctkově | význam                                                 |
| 15, 31    | 0F, 1F       | data primárního hudebního čipu AY                      |
| 223, 207  | DF, CF       | výběr datového registru primárního hudebního čipu AY   |
| 231, 247  | E7, F7       | data sekundárního hudebního čipu AY                    |
| 175, 191  | AF, BF       | výběr datového registru sekundárního hudebního čipu AY |

## Stereo Pokey pro osmibitová Atari
U osmibitových počítačů Atari jsou jednotlivé registry čipu Pokey adresovány jako místa v paměti na adresách 0xD200 – 0xD21F, registry sekundárního čipu Pokey jsou dostupné na adresách o 16 bytů výše, tj. na adresách 0xD220 – 0xD23F.